# Nuoto ai campionati europei di nuoto 2018 - 50 metri rana femminili
La gara dei 50 metri rana femminili degli Europei 2018 si è svolta l'8 e 9 agosto 2018. Al mattino dell'8 agosto si sono svolte le batterie e nel pomeriggio le semifinali, mentre la finale si è disputata nel pomeriggio del 9 agosto.

## Podio
| Pos.    | Atleta              | Nazione     |
| ------- | ------------------- | ----------- |
| Oro     | Julija Efimova      | Russia      |
| Argento | Imogen Clark        | Regno Unito |
| Bronzo  | Arianna Castiglioni | Italia      |

## Record
Prima della manifestazione il record del mondo (RM), il record europeo (EU) e il record dei campionati (RC) erano i seguenti:
|  | 29"40 | Lilly King     | 25 luglio 2017 Budapest  |
|  | 29"48 | Rūta Meilutytė | 3 agosto 2013 Barcellona |
|  | 29"88 | Rūta Meilutytė | 23 agosto 2014 Berlino   |

Durante la competizione è stato migliorato il seguente record:
|  | 29"66 | Julija Efimova |

## Risultati

### Batterie
| Pos. | Batteria | Corsia | Atleta                 | Nazionalità | Tempo | Note |
| ---- | -------- | ------ | ---------------------- | ----------- | ----- | ---- |
| 1    | 5        | 4      | Julija Efimova         | Russia      | 30"20 | Q    |
| 2    | 5        | 5      | Arianna Castiglioni    | Italia      | 30"30 | Q    |
| 3    | 3        | 4      | Imogen Clark           | Regno Unito | 30"40 | Q    |
| 4    | 3        | 5      | Natalia Ivaneeva       | Russia      | 30"60 | Q    |
| 5    | 4        | 4      | Rūta Meilutytė         | Lituania    | 30"73 | Q    |
| 5    | 4        | 5      | Sarah Vasey            | Regno Unito | 30"73 | Q    |
| 7    | 3        | 6      | Sophie Hansson         | Svezia      | 30"79 | Q    |
| 8    | 3        | 3      | Martina Carraro        | Italia      | 30"87 | Q    |
| 9    | 4        | 3      | Jenna Laukkanen        | Finlandia   | 31"03 | Q    |
| 10   | 5        | 6      | Mona McSharry          | Irlanda     | 31"09 | Q    |
| 11   | 5        | 3      | Ida Hulkko             | Finlandia   | 31"11 | Q    |
| 12   | 5        | 2      | Anna Sztankovics       | Ungheria    | 31"15 | Q    |
| 13   | 4        | 6      | Veera Kivirinta        | Finlandia   | 31"26 |      |
| 14   | 4        | 7      | Matilde Schrøder       | Danimarca   | 31"32 | Q    |
| 15   | 4        | 8      | Tatiana Chișca         | Moldavia    | 31"40 | Q    |
| 16   | 5        | 7      | Fanny Lecluyse         | Belgio      | 31"43 | Q    |
| 17   | 3        | 7      | Rikke Møller Pedersen  | Danimarca   | 31"44 | Q    |
| 18   | 3        | 8      | Jessica Eriksson       | Svezia      | 31"77 |      |
| 19   | 5        | 8      | Fanny Deberghes        | Francia     | 31"80 |      |
| 20   | 4        | 2      | Jessica Vall           | Spagna      | 31"86 |      |
| 21   | 3        | 9      | Maria Romanjuk         | Estonia     | 32"00 |      |
| 22   | 5        | 9      | Kotryna Teterevkova    | Lituania    | 32"01 |      |
| 23   | 2        | 6      | Viktoriya Zeynep Güneş | Turchia     | 32"05 |      |
| 24   | 5        | 1      | Weronika Hallmann      | Polonia     | 32"08 |      |
| 25   | 2        | 5      | Elena Guttmann         | Austria     | 32"11 |      |
| 25   | 3        | 2      | Tes Schouten           | Paesi Bassi | 32"11 |      |
| 27   | 2        | 7      | Anna Wermuth           | Danimarca   | 32"26 |      |
| 28   | 3        | 1      | Susann Bjørnsen        | Norvegia    | 32"30 |      |
| 29   | 4        | 1      | Alina Zmushka          | Bielorussia | 32"32 |      |
| 30   | 5        | 0      | Petra Chocová          | Rep. Ceca   | 32"35 |      |
| 31   | 2        | 3      | Lisa Mamie             | Svizzera    | 32"48 |      |
| 31   | 1        | 3      | Cornelia Pammer        | Austria     | 32"48 |      |
| 33   | 4        | 0      | Tina Čelik             | Slovenia    | 32"65 |      |
| 34   | 2        | 4      | Tjaša Vozel            | Slovenia    | 32"70 |      |
| 35   | 4        | 9      | Vitalina Simonova      | Russia      | 32"77 |      |
| 36   | 2        | 8      | Alina Bulmag           | Moldavia    | 32"80 |      |
| 37   | 1        | 4      | Sara Staudinger        | Svizzera    | 32"89 |      |
| 38   | 1        | 5      | Nikoleta Trníková      | Slovacchia  | 32"98 |      |
| 39   | 3        | 1      | Maria Harutjunjan      | Estonia     | 33"04 |      |
| 40   | 3        | 2      | Nikoletta Pavlopoulou  | Grecia      | 33"08 |      |
| 41   | 3        | 0      | Andrea Podmaníková     | Slovacchia  | 33"32 |      |
| 42   | 2        | 9      | Stina Colleou          | Norvegia    | 33"62 |      |
| 43   | 2        | 0      | Thea Blomsterberg      | Danimarca   | 33"74 |      |

### Semifinali

#### Semifinale 1
| Pos. | Corsia | Atleta                | Nazionalità | Tempo | Note |
| ---- | ------ | --------------------- | ----------- | ----- | ---- |
| 1    | 3      | Rūta Meilutytė        | Lituania    | 30"38 | Q    |
| 2    | 4      | Arianna Castiglioni   | Italia      | 30"40 | Q    |
| 3    | 5      | Natalia Ivaneeva      | Russia      | 30"56 | Q    |
| 4    | 6      | Martina Carraro       | Italia      | 30"70 | Q    |
| 5    | 7      | Anna Sztankovics      | Ungheria    | 31"34 |      |
| 6    | 2      | Mona McSharry         | Irlanda     | 31"45 |      |
| 7    | 1      | Tatiana Chișca        | Moldavia    | 31"51 |      |
| 8    | 8      | Rikke Møller Pedersen | Danimarca   | 31"70 |      |

#### Semifinale 2
| Pos. | Corsia | Atleta           | Nazionalità | Tempo | Note |
| ---- | ------ | ---------------- | ----------- | ----- | ---- |
| 1    | 4      | Julija Efimova   | Russia      | 29"66 | Q    |
| 2    | 5      | Imogen Clark     | Regno Unito | 30"04 | Q    |
| 3    | 7      | Ida Hulkko       | Finlandia   | 30"53 | Q    |
| 4    | 6      | Sophie Hansson   | Svezia      | 30"72 | Q    |
| 5    | 3      | Sarah Vasey      | Regno Unito | 31"02 |      |
| 6    | 2      | Jenna Laukkanen  | Finlandia   | 31"18 |      |
| 7    | 1      | Matilde Schrøder | Danimarca   | 31"55 |      |
| 8    | 8      | Fanny Lecluyse   | Belgio      | 31"57 |      |

### Finale
| Pos. | Corsia | Atleta              | Nazionalità | Tempo | Note |
| ---- | ------ | ------------------- | ----------- | ----- | ---- |
|      | 4      | Julija Efimova      | Russia      | 29"81 |      |
|      | 5      | Imogen Clark        | Regno Unito | 30"34 |      |
|      | 6      | Arianna Castiglioni | Italia      | 30"41 |      |
| 4    | 3      | Rūta Meilutytė      | Lituania    | 30"46 |      |
| 5    | 2      | Ida Hulkko          | Finlandia   | 31"02 |      |
| 6    | 1      | Martina Carraro     | Italia      | 31"11 |      |
| 7    | 7      | Natalia Ivaneeva    | Russia      | 31"19 |      |
| 8    | 8      | Sophie Hansson      | Svezia      | 31"23 |      |